# イギリス海軍のC4Iシステム
本項では、イギリス海軍のC4Iシステムについて述べる。

## 作戦級システム
海軍の作戦級システムとしては、RNCSS (Royal Navy Command Support System)が配備されている。これはおおむねアメリカ海軍のGCCS-Mに相当するものであり、2002年より艦隊配備に入ったバージョン6では両用戦指揮機能が付与され、続くバージョン7ではADatP-3メッセージの送受信に対応した。
CSSの端末の多くは、20インチのディスプレイ1面を有している。アルビオン級揚陸艦など両用戦指揮機能を有する艦は72基のワークステーションを有している。また、航空母艦は20ないし26の端末を有し、これ以外に乗艦した幕僚のために46基を設置できる。42型駆逐艦は4基と8基、22型フリゲートは7基と10基、23型フリゲートは5基を搭載する。
なお、イギリス軍は基幹的通信回線としてSHF帯およびUHF帯でのスカイネット衛星通信システムを運用しており、CSSの主たる通信回線として使用されている。

## 戦術級システム

### 情報処理システム
艦載用の戦術級C4Iシステムの開発において、イギリスはカナダと並んで先駆者であった。レーダー情報の処理・表示システムとして開発されたCDS (Comprehensive Display System)は、96もの目標について、その諸元を処理することができるものだった。 これは1957年より航空母艦「ハーミーズ」「イーグル」に搭載されたが、あくまで半自動式の情報処理装置であり、目標情報の入力はオペレーターに頼っていた。
この点を改善した後継機種として開発されたのがADA (Action Data Automation)で、これはアナログ式のフェランティ社製ポセイドン・コンピュータを使用しており、1959年より空母「ハーミーズ」と「イーグル」のCDSを代替した。
しかしADAも依然としてアナログ・コンピュータを使用することによる制約を抱えていたことから、1966年より、これをデジタル化するとともに改良したADAWS（Action Data Automation Weapon System）を就役させた。最初に開発されたADAWS-1はフェランティ社製FM1600デジタル・コンピュータを使用し、カウンティ級駆逐艦のバッチ2に搭載された。続くADAWS-2は駆逐艦「ブリストル」に搭載され、ADAWS-3はCVA-01級航空母艦に搭載される計画であったが、空母の建造計画そのものの頓挫によって消滅した。CVA-01級に代わり建造された空母「インヴィンシブル」および「イラストリアス」はADAWS-6を搭載しており、これは1022型長距離捜索レーダー、992型目標指示レーダー、1006型航海レーダー、UAA1電子戦装置、184型ソナー、そしてGWS 30シーダートおよびその射撃管制装置の909型レーダーを統轄する。この2隻から遅れて就役した空母「アークロイアル」はADAWS-10を搭載しており、また、42型駆逐艦のバッチ1はADAWS-4を、バッチ2とバッチ3はそれぞれADAWS-7、ADAWS-8を搭載する。ADAWSシリーズは、武器管制機能を統合しているという点で、アメリカのNTDSとは異なっている。
一方、大型艦に搭載されるADAWSシリーズとは別に、フリゲート搭載用の戦術情報処理装置も開発されている。21型フリゲートのCAAIS（Computer Assisted Action Information System）はADAWS 1と同じフェランティ社製FM1600コンピュータを使用しており、改修済みのリアンダー級フリゲートや22型フリゲートのバッチ1にも搭載された。22型バッチ2建造艦からは新規に開発されたCACS（Computer Assisted Command System）が搭載されており、バッチ2はCACS-1、バッチ3はCACS-5を搭載している。23型フリゲートにもCACS-4が搭載される予定であったが、強化された兵装および電子機器を統制するには能力的に不足であったため、新開発のSSCS（Surface Ship Command System）を搭載している。SSCSはインテル社の80486プロセッサによる分散処理を採用しており、相互の装置は光ファイバーを活用したLANによって連接されている。また、45型駆逐艦の搭載するPAAMSの戦術情報処理装置は、ADAWSおよびSSCSをベースにしていると伝えられている。

### データ・リンク
イギリス海軍は、艦隊における主なデータ・リンクとしては、自国で開発したリンク 10 (リンク X)を運用している。これは、北大西洋条約機構(NATO)諸国海軍や海上自衛隊で広く運用されているリンク 11とほぼ同等の性能を発揮するが、互換性はない。このため、42型駆逐艦はリンク 11を並行して搭載しており、英艦隊とNATO艦隊のデータ・リンク・ネットワークを連接する役割を有している。
また、近年では艦隊において広くリンク 16の配備が進んでおり、多数の駆逐艦・フリゲートがその運用能力を獲得している。
なお、イギリス海軍は、特殊用途の広域戦術データ・リンクとして、SHF-SATCOMを利用したSTDLを運用している。これはリンク 16の衛星通信版であるが、アメリカ海軍や海上自衛隊が運用している有名なS-TADIL Jとの互換性はない。